# Modelo de Dewar-Chatt-Duncanson
El modelo de Dewar-Chatt-Duncanson es un modelo en química organometálica que explica el tipo de enlace químico entre un alqueno y un metal (complejo π) en ciertos compuestos organometálicos. El nombre del modelo es en honor a Michael J. S. Dewar, Joseph Chatt y L. A. Duncanson.
El alqueno ácido π dona densidad electrónica en un orbital d del metal a partir de la simetría π del orbital enlazante entre los átomos de carbono (I). El metal retrodona electrones a partir de un orbital d lleno diferente al orbital antienlazante π* (II). Ambos efectos tienden a reducir el orden de enlace carbono-carbono, conduciendo a una distancia C-C elongada y la disminución de su frecuencia vibracional.
En la sal de Zeise, K[PtCl3C2H4)].H2O, la longitud de enlace C-C ha aumentado a 134 pm de los 133 pm en el etileno. En el compuesto de níquel Ni(CH2CH2)(PPh3)2, el valor es 143 pm.
La interacción también ocasiona que los átomos de carbono se "rehibridicen", de sp2 a sp3, lo que está indicado por la flexión de los átomos de hidrógeno en el etileno en dirección opuesta al metal. Los cálculos in silico muestran que el 75% de la energía de enlace se debe a la donación directa, y el 25% a la retrodonación. Este modelo es una manifestación específica del modelo más general de retrodonación π.